# Engleska rukometna reprezentacija
Engleska rukometna reprezentacija predstavlja Englesku u športu rukometu u međunarodnim rukometnim natjecanjima.
Krovna organizacija je Engleski rukometni savez (English Handball Association).

## Međunarodna natjecanja

### Trofej Challenge 2005.
U međunarodnim natjecanjima natječe se u trofeju Challenge Europske rukomente federacije, natjecanju za rukometne zemlje u razvitku. Na turniru koji se održao 2005. u irskom Dublinu, engleska je reprezentacija osvojila četvrto mjesto, izgubivši od Škotske u doigravanju. U 1. fazi koja se igrala u skupini, Engleska je završila na trećem mjestu, iza Moldavije i Azerbajdžana, a ispred Škotske, Malte i Irske, respektivno.

### Trofej Challenge 2007.
U kvalifikacijama za ovaj trofej, Engleska je završila na 3. mjestu u skupini L iza Luksemburga i Farskih otoka, a ispred Irske, Škotske i Malte, respektivno.

## Vanjske poveznice
- England Handball  Arhivirana inačica izvorne stranice od 24. rujna 2010. (Wayback Machine)
- EHF